# Tomoki Iwata
Tomoki Iwata (岩田 智輝 Iwata Tomoki?, Usa, Ōita, 7 de abril de 1997) es un futbolista japonés que juega como defensa en el Birmingham City F. C. de la EFL Championship.

## Trayectoria
El 30 de diciembre de 2022 fue cedido al Celtic F. C. después de haber ganado la J1 League con el Yokohama F. Marinos y haber sido elegido como el mejor jugador de la competición. El acuerdo incluía una opción de compra que a mediados de julio se hizo efectiva.
En Glasgow disputó 42 partidos y ganó cinco títulos antes de ser traspasado al Birmingham City F. C. en agosto de 2024.

## Clubes
| Club                  | País       | Año       |
| --------------------- | ---------- | --------- |
| Oita Trinita          | Japón      | 2015-2020 |
| Yokohama F. Marinos   | Japón      | 2021-2023 |
| Celtic F. C. (cedido) | Escocia    | 2023      |
| Celtic F. C.          | Escocia    | 2023-2024 |
| Birmingham City F. C. | Inglaterra | 2024-     |

## Palmarés

### Títulos nacionales
| Título                     | Club                | País    | Año  |
| -------------------------- | ------------------- | ------- | ---- |
| J1 League                  | Yokohama F. Marinos | Japón   | 2022 |
| Copa de la Liga de Escocia | Celtic F. C.        | Escocia | 2023 |
| Scottish Premiership       | Celtic F. C.        | Escocia | 2023 |
| Copa de Escocia            | Celtic F. C.        | Escocia | 2023 |
| Scottish Premiership       | Celtic F. C.        | Escocia | 2024 |
| Copa de Escocia            | Celtic F. C.        | Escocia | 2024 |

### Títulos internacionales
| Título                                | Club (*)           | País  | Año  |
| ------------------------------------- | ------------------ | ----- | ---- |
| Campeonato de Fútbol de Asia Oriental | Selección de Japón | Japón | 2022 |

(*) Incluyendo la selección.

### Distinciones individuales
| Distinción                          | Año  |
| ----------------------------------- | ---- |
| Jugador Más Valioso de la J. League | 2022 |